# Ernest Bazin
Ernest Bazin (Saint-Brice-sous-Forêt, 20 febbraio 1807 – Parigi, 14 dicembre 1878) è stato un dermatologo francese.
Fu il primo medico dermatologo francese e importante studioso di eruzioni cutanee e malattie dermatologiche parassitarie. Bazin nacque a Saint-Brice-sous-Forêt. Suo fratello, Antoine-Pierre-Louis Bazin (1799-1863), era uno specialista in lingue orientali e noto sinologo. Nel 1828 cominciò a lavorare come tirocinante in ospedale, conseguendo il dottorato di ricerca presso la Facoltà di Parigi nel 1834.

Nel 1836 diventa médecin des Hôpitaux , lavorando quindi al Lourcine Hôpital tra il 1841 ed il 1844. Successivamente lavora per tre anni presso l' Hôpital Saint-Antoine e, dal 1847, diviene capo di dipartimento al Hôpital Saint-Louis.

Ernest Bazin è sepolto nel cimitero di Saint-Brice.

## Ricerche
Bazin effettuò numerose ricerche sulla rogna sarcoptica della scabbia, sostenuta dall'acaro scavatore Sarcoptes scabiei e sviluppò un trattamento della malattia efficace ed economico, di un solo giorno, che necessitava della applicazione di uno specifico unguento a tutto il corpo.

Nel 1855 Ernest Bazin notò dei noduli duri, profondi e violacei sulle gambe di alcune giovani donne. Li descrisse ed in tal modo diede il nome al famoso "eritema indurato". Una quarantina di anni più tardi, lesioni identiche furono osservate associate alla tubercolosi. Da quel momento l'eritema indurato fu sempre presunto essere di origine tubercolare.

## Eponimi
- Malattia di Bazin: conosciuta anche come Eritema indurato di Bazin.[2]
- Sindrome di Alibert-Bazin: si tratta di un nome storico indicante la Micosi fungoide.[3] Bazin ne condivide il nome con il dermatologo francese Jean-Louis-Marc Alibert (1768-1837).

## Pubblicazioni
- Recherches sur la nature et le traitement des teignes. (1853) (Ricerca sulla natura e il trattamento della tigna).
- Théoriques Leçons et sur la cliniques scrofule, considérée en elle-même et dans ses rapports avec la sifilide, la dartre et l'artrite. (1858) (Lezioni teorico- cliniche sulla scrofola)
- Théoriques Leçons et sur les cliniques affetti cutanées parasitaires. (1858) (Lezioni teorico-cliniche sulle malattie parassitarie della pelle).
- Théoriques Leçons et sur les cliniques syphilides. (1859) (Lezioni teorico-cliniche sulla sifilide).
- Théoriques Leçons et sur les cliniques affetti Génériques de la peau. (1862) (Lezioni teorico-cliniche sui disturbi comuni della pelle).